# هيرويوكي أوسوي
هيرويوكي أوسوي (باليابانية: 碓井 博行) (4 أغسطس 1953 في فوجيدا في اليابان – )؛ هو لاعب كرة قدم ياباني سابق كان يلعب كمهاجم. سبق له أن لعب مع منتخب اليابان.

## وصلات خارجية
- هيرويوكي أوسوي على موقع قاعدة بيانات كرة القدم.إي يو (الإنجليزية)
- هيرويوكي أوسوي على موقع ناشيونال فوتبول تيمز (الإنجليزية)

- National Football Teams
- Japan National Football Team Database